# Sínkerékpár

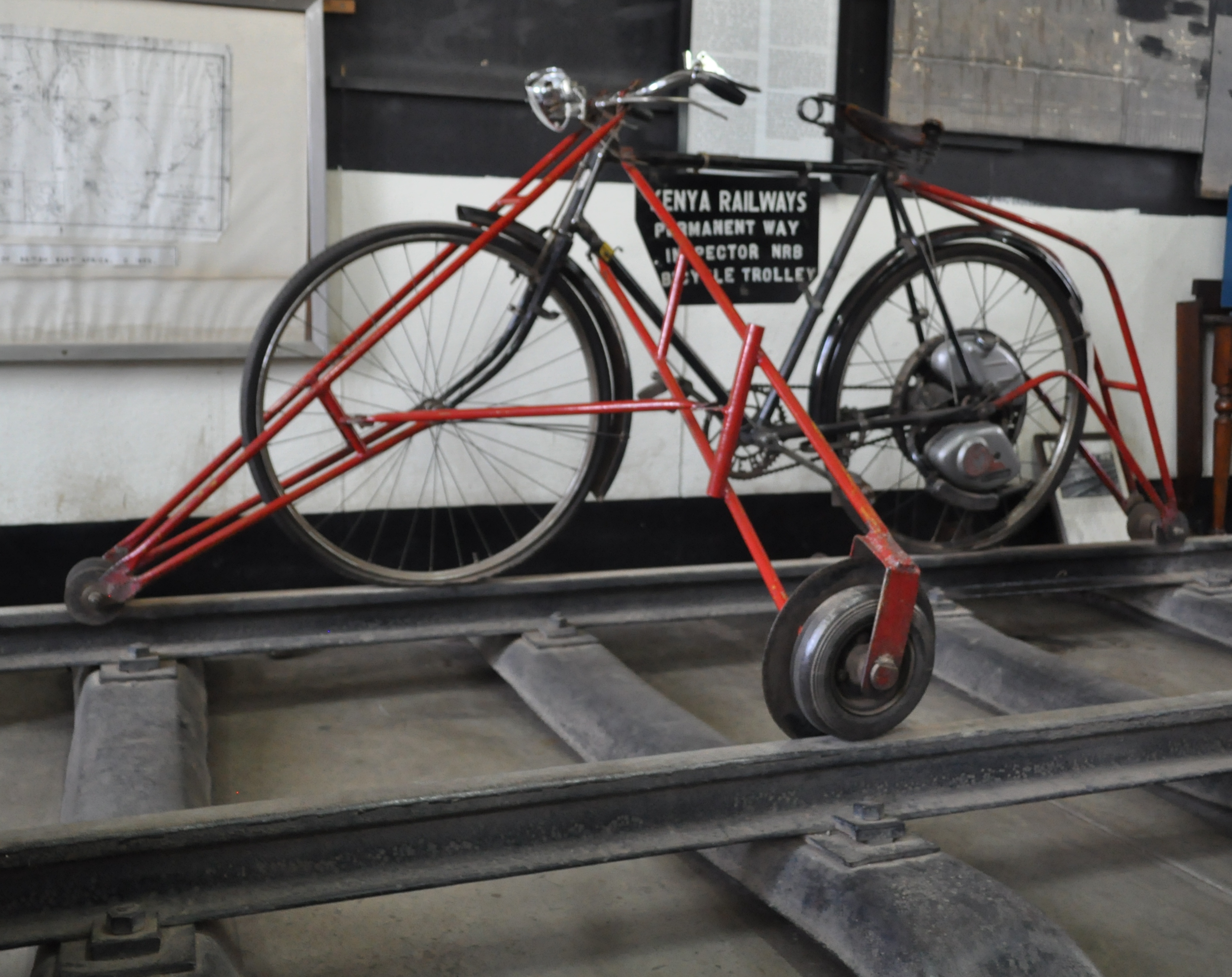
Sínbicikli Nairobi vasútjáról

A sínkerékpár vasúti sínen haladó, emberi erővel hajtható közlekedési eszköz. Főként gyér forgalmú vasúti vonalakon használható, üzemanyagot sem igénylő, praktikus jármű, a hajtány (sínjárgány) vagy sínautó kiváltására, egyszemélyes pályaellenőrzés céljából. Közlekedési- vagy sportcélra is igen alkalmas, ahol egyéb közút vagy vízi út nincs (pl. őserdőben vagy sivatagban).

## Leírása
A közönséges felnőtt férfikerékpár elég szilárd ahhoz, hogy egy speciálisan kialakított, háromkerekű fémvázzal összeszerkesztve, bármilyen nyomtávú vágányra lehessen applikálni. Két kis peremes kereke a bicikli előtt és után az egyik sínen fut, a gumikerekeket megvezetve, míg a harmadik, nagyobb a másik sínen gördülve biztosítja, hogy a jármű a vágányon maradjon. A szerkezetre akár elektromos- vagy belső égésű motor is szerelhető.